# Ernak
Ernak (inaczej Ernach, Ernas, Hernak, Hernach) – chan Hunów, najmłodszy ze znanych synów Attyli.
W 466 r. ze swym bratem Dengizekiem wysłał posła do Konstantynopola, żądając od cesarza Leona I Wielkiego (457-474) przywrócenia targu nad Dunajem dla Hunów. Leon I odmówił, co spowodowało inne reakcje braci. Ernak przyjął postawę pokojową i osiadł ze swoimi ludźmi w Małej Scytii (ob. Dobrudża) na statusie sprzymierzeńca cesarstwa. Nikt nie zna jego dalszych losów. Jego przyrodni bracia, Emnetzur i Ultzindur, postąpili podobnie i osiedlili się wokół fortec Utus, Oescus i Almus, a jeszcze inni koło Castra Martis nad Dunajem.
Natomiast Dengizek wszczął wojnę z cesarstwem. Zimą 467 r. wkroczył z wojskiem do Tracji z zamiarem osiedlenia się tam ze swymi ludzi i jednocześnie zażądał trybutu od cesarza. Walki zakończyły się ok. 469/470 r., kiedy to Dengizek poległ za sprawą podstępu Chelchala, Huna w służbie rzymskiej. Odciętą głowę Dengizeka wystawiono w Konstantynopolu na widok publiczny jako oznakę tryumfu.
Ernak wymieniony jest w Imienniku chanów protobułgarskich jako Irnik, syn Awitochola, protoplasty rodu Dulo (Dżulo).